# Sphaeroscelis pubescens
Sphaeroscelis pubescens is een keversoort uit de familie bladsprietkevers (Scarabaeidae). De wetenschappelijke naam van de soort is voor het eerst geldig gepubliceerd in 1898 door Blackburn.